# CEE Cup
A CEE Cup (em português: Copa da CEE) é uma competição de futebol sub-19 de categorias de base realizada anualmente na Chéquia. O torneio foi realizado 11 vezes, inicialmente restrito a clubes da Europa Central e Oriental; o campeonato agora se expandiu para incluir equipes da América Central, do Norte e do Sul, Ásia, Austrália e Europa Ocidental.
O torneio tornou-se uma plataforma para futuros talentos do futebol, como os jogadores da Premier League, Anthony Gordon, Dwight McNeil e Tomáš Souček. E também da Bundesliga, como Joshua Zirkzee.

## Formato
Originalmente, o torneio começou com 4 grupos, de 4 equipes; com as equipes jogando entre si em round-robin, antes que as equipes mais bem classificadas de cada grupo competissem em uma semifinal e uma final para determinar o vencedor. Os torneios posteriores, no entanto, foram reduzidos para 2 grupos de 4 equipes; com os vencedores dos grupos participando das semifinais e os segundos classificados participando das partidas para determinar sua classificação final. A partir da edição de 2022, a competição ficou limitada a 2 grupos de 3 equipes.

## Campeões

### Títulos por clube
| Pos  | Clube            | Títulos | Vices | 3.º lugar | 4.º lugar |
| ---- | ---------------- | ------- | ----- | --------- | --------- |
| 1.º  | Palmeiras        | 4       | —     | —         | —         |
| 2.º  | Sparta Praga     | 2       | 2     | —         | 3         |
| 3.º  | Győri ETO        | 2       | —     | —         | —         |
| 3.º  | Mladá Boleslav   | 2       | —     | —         | —         |
| 5.º  | Everton          | 1       | —     | —         | —         |
| 6.º  | Slavia Praha     | —       | 3     | 2         | —         |
| 7.º  | Fluminense       | —       | 2     | —         | —         |
| 8.º  | Levski Sofia     | —       | 1     | —         | 1         |
| 9.º  | Beşiktaş         | —       | 1     | —         | —         |
| 9.º  | Burnley          | —       | 1     | —         | —         |
| 9.º  | Trenčín          | —       | 1     | —         | —         |
| 12.º | Vasas            | —       | —     | 2         | —         |
| 13.º | Sarajevo         | —       | —     | 1         | 3         |
| 14.º | Akademija Pandev | —       | —     | 1         | —         |
| 14.º | Altınordu        | —       | —     | 1         | —         |
| 14.º | Dínamo de Kiev   | —       | —     | 1         | —         |
| 14.º | Flamengo         | —       | —     | 1         | —         |
| 14.º | RNK Split        | —       | —     | 1         | —         |
| 14.º | RB Leipzig       | —       | —     | 1         | —         |
| 20.º | Bohemians 1905   | —       | —     | —         | 1         |
| 20.º | Dínamo Zagreb    | —       | —     | —         | 1         |
| 20.º | Frankfurt        | —       | —     | —         | 1         |
| 20.º | Ponte Preta      | —       | —     | —         | 1         |

### Títulos por país
| Pos  | País                 | Títulos | Vices | 3.º lugar | 4.º lugar |
| ---- | -------------------- | ------- | ----- | --------- | --------- |
| 1.º  | Chéquia              | 4       | 5     | 2         | 4         |
| 2.º  | Brasil               | 4       | 2     | 1         | 1         |
| 3.º  | Hungria              | 2       | —     | 2         | —         |
| 4.º  | Inglaterra           | 1       | 1     | —         | —         |
| 5.º  | Turquia              | —       | 1     | 1         | —         |
| 6.º  | Bulgária             | —       | 1     | —         | 1         |
| 7.º  | Eslováquia           | —       | 1     | —         | —         |
| 8.º  | Bósnia e Herzegovina | —       | —     | 1         | 3         |
| 9.º  | Alemanha             | —       | —     | 1         | 1         |
| 9.º  | Croácia              | —       | —     | 1         | 1         |
| 11.º | Macedônia do Norte   | —       | —     | —         | 1         |
| 11.º | Ucrânia              | —       | —     | —         | 1         |